# Shirai Yoshio
Shirai Yoshio (jap. 白井 義男; * 23. November 1923 in Tokio; † 26. Dezember 2003) war ein japanischer Boxer. Er war Weltmeister der Berufsboxer im Fliegengewicht.

## Werdegang
Yoshio Shirai begann als Jugendlicher an einer Schule in Tokio mit dem Boxen. 1943, also im Alter von 20 Jahren, wurde er Berufsboxer. Nach acht Kämpfen wurde er 1944 in die Kaiserlich Japanische Armee eingezogen und nahm am II. Weltkrieg teil. Dabei wurde er mehrmals verwundet. Nach Beendigung des Krieges nahm er seine Boxerlaufbahn wieder auf, hatte aber auf Grund der Kriegsverletzungen große Probleme und dachte schon an einen endgültigen Rücktritt. Er kam jedoch in Kontakt mit dem US-Amerikaner Dr. Alvin Robert Cahn, der sein Manager, Trainer und psychologischer Betreuer wurde und mit dem er während seiner ganzen noch folgenden Laufbahn engstens zusammenarbeitete. Unter Anleitung von Dr. Cahn änderte er auch seinen damals bei fast allen japanischen Boxern praktizierten aggressiven aber risikoreichen Boxstil in einen technisch versierten und mehr defensiven Kampfstil. Yoshio Shirai wurde 1952 als erster Japaner Weltmeister bei den Berufsboxern im Fliegengewicht und blieb es bis 1954. Nach seinem Rücktritt arbeitete er als Box-Kommentator und Kritiker und gründete 1995 mit Yōkō Gushiken die Box-Schule Shirai-Gushiken Sports Gym in Tokio, die er zusammen mit diesem leitete.

### Karriere als Berufsboxer
Yoshio Shirai bestritt seinen ersten Kampf als Berufsboxer am 26. November 1943 in Tokio. Dabei besiegte er seinen Landsmann Jumpo Umiyama im Fliegengewicht durch K. o. in der 1. Runde. Bis zum 28. März 1944 bestritt er weitere sieben Kämpfe, in denen er siegreich blieb. Danach wurde er zur Kaiserlich Japanischen Marine eingezogen und musste seine Boxkarriere deshalb vorerst aufgeben. Im Krieg erlitt er mehrere Verwundungen, die die Fortsetzung seiner Boxerlaufbahn nach Kriegsende fast beendet hätten. Vom 27. Juni 1946 an stand er wieder im Ring, ohne jedoch richtig voranzukommen. Er gewann dann den US-Amerikaner Dr. Alvin Rober Cahn zum neuen Manager, Trainer und Betreuer.
Am 30. Juli 1948 gelang ihm der erste Sieg nach Beginn der Zusammenarbeit mit Dr. Cahn. Er besiegte an diesem Tag seinen Landsmann Nobuyuki Ishimori durch K. o. in der 2. Runde. Danach ging es stetig bergauf. Am 28. Januar 1949 wurde er mit einem K.-o.-Sieg in der 5. Runde über Yoichiro Hanada japanischer Meister im Fliegengewicht. Diesen Titel verteidigte er am 25. Juni 1949 mit einem Punktsieg über Noboru Kushida. Am 15. Dezember 1949 wurde er mit einem Punktsieg über Hiroshi Horiguchi auch japanischer Meister im Bantamgewicht. Nach mehreren erfolgreichen Titelverteidigungen verlor Yoshio Shirai am 17. März 1951 den Japanischen Meistertitel im Bantamgewicht durch eine Disqualifikations-Niederlage in der 8. Runde an Hidemasa Nagashima.

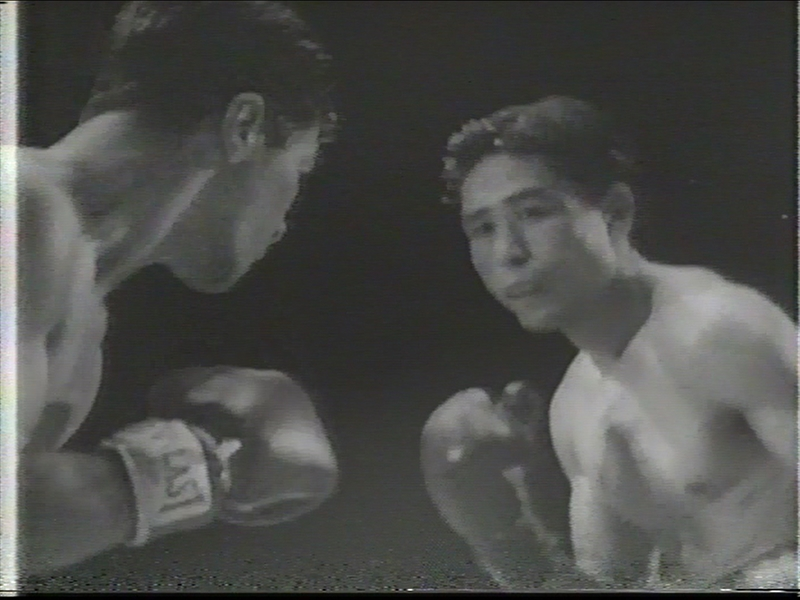
Yoshio Shirai (rechts) und Dado Marino in ihrem Wettkampf um die Weltmeisterschaft im Fliegengewicht im Mai 1952.

Trotz dieser für ihn ärgerlichen Niederlage kämpfte er am 21. Mai 1951 in Tokio gegen den US-Amerikaner hawaiianischer Herkunft Dado Marino, dem amtierenden Weltmeister der NBA im Fliegengewicht. Dieser Kampf fand jedoch im Bantamgewicht statt und wurde von Dado Marino umstritten nach Punkten gewonnen. Von diesem Tag an, hatte Yoshio Shirai, der bisher nur gegen japanische Boxer gekämpft hatte, auch im internationalen Box-Geschäft einen hervorragenden Namen. Zunächst holte er sich jedoch am 20. September 1951 mit einem Punktsieg über Hidemasa Nagashima den japanischen Meistertitel im Bantamgewicht zurück und verteidigte am 25. Oktober 1951 in Tokio seinen japanischen Meistertitel im Fliegengewicht mit einem K.-o.-Sieg in der 6. Runde über Takahisa Horiguchi.

Am 4. Dezember 1951 boxten Dado Marino und Yoshio Shirai in Honolulu in einem Nicht-Titelkampf erneut gegeneinander. Dabei gelang Shirai ein Sieg durch technisches K. o. in der 7. Runde über Marino, den er im Verlauf dieses Kampfes insgesamt sechsmal zu Boden geschickt hatte. 

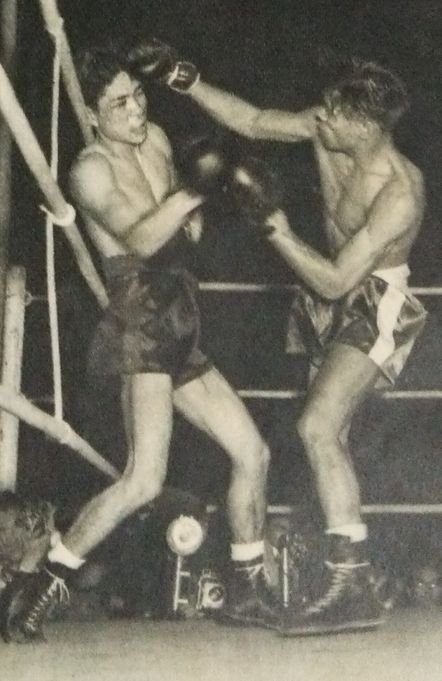
Yoshio Shirai (links) und Leo Espinosa im Mai 1954

 Am 19. Mai 1952 kämpften dann Yoshio Shirai und Dado Marino im Karakuen-Baseball-Stadion in Tokio vor 40.000 Zuschauern um den NBA-Weltmeistertitel im Fliegengewicht, den Yoshio Shirai einstimmig nach Punkten gewann. Am 15. November 1952 verteidigte Yoshio Shirai in Tokio den Weltmeistertitel im Fliegengewicht mit einem einstimmigen Punktsieg über Dado Marina erstmals erfolgreich.
Es folgten drei weitere erfolgreiche Titelverteidigungen. Am 18. Mai 1953 besiegte Yoshio Shirai in Tokio Tanny Campo aus den Philippinen nach Punkten; am 27. Oktober 1953 schlug er in Tokio den Briten Terry Allen (Boxer) nach Punkten und am 24. Mai 1954 schlug er in Tokio den Philippinen Leo Espinosa nach Punkten. Gegen Espinosa hatte Shirai am 19. September 1953 in einem Nicht-Titelkampf durch Abbruch in der 7. Runde verloren.
Am 24. Juli 1954 kam es in Buenos Aires zur Begegnung zwischen Yoshio Shirai und Pascual Perez aus Argentinien. Dieser Kampf, bei dem es nicht um den Titel ging, endete nach 10 Runden unentschieden. Am 26. November 1954 verteidigte Yoshio Shirai in Tokio dann seinen Weltmeistertitel gegen Pascual Pérez und verlor nach 15 Runden nach Punkten und damit auch den Titel. Am 30. Mai 1955 kam es zur zwischen Shirai und Perez in Tokio zum Rückkampf, bei dem es erneut um den Weltmeistertitel ging. Perez gewann diesen Kampf durch K. o. in der 5. Runde und beendete damit die Karriere von Yoshio Shirai.
Erläuterungen
- Linksausleger = Führhand ist die linke, Schlaghand, die rechte Hand
- NBA = National-Boxing-Association, der damals im Profiboxen führende Boxverband. Später teilte sich dieser in den WBC (World-Boxing-Council) und in die WBA (World-Boxing-Association)